# Comitato Olimpico Nazionale della Sierra Leone
Il Comitato Olimpico Nazionale della Sierra Leone (noto anche come National Olympic Committee of Sierra Leone in inglese) è un'organizzazione sportiva sierraleonese, nata nel 1964 a Freetown, Sierra Leone.
Rappresenta questa nazione presso il Comitato Olimpico Internazionale (CIO) dal 1964 ed ha lo scopo di curare l'organizzazione ed il potenziamento dello sport in Sierra Leone e, in particolare, la preparazione degli atleti sierraleonesi, per consentire loro la partecipazione ai Giochi olimpici. L'organizzazione è, inoltre, membro dell'Associazione dei Comitati Olimpici Nazionali d'Africa.
L'attuale presidente dell'associazione è H.G. Moore, mentre la carica di segretario generale è occupata da Joseph Nyande.